# Michael Barrios
Michael David Barrios Puerta (Barranquilla, Colombia; 21 de abril de 1991) es un futbolista colombiano. Juega de extremo o delantero y su equipo actual es el Once Caldas de la Categoría Primera A.
Es hermano del también jugador Cristian Barrios.

## Clubes
| Club                 | País           | Año         |
| -------------------- | -------------- | ----------- |
| Uniautónoma F. C.    | Colombia       | 2011 - 2014 |
| F. C. Dallas         | Estados Unidos | 2015 - 2021 |
| Colorado RapidsS. C. | Estados Unidos | 2021 - 2023 |
| Los Angeles Galaxy   | Estados Unidos | 2023        |
| América de Cali      | Colombia       | 2024        |
| Once Caldas          | Colombia       | 2024 - Act. |

## Estadísticas
| Club | Div           | Temporada     | Liga  | Liga  | Liga  | Copas nacionales(1) | Copas nacionales(1) | Copas nacionales(1) | Torneos internacionales(2) | Torneos internacionales(2) | Torneos internacionales(2) | Total | Total | Total | Media goleadora(3) |
| Club | Div           | Temporada     | Part. | Goles | Asis. | Part.               | Goles               | Asis.               | Part.                      | Goles                      | Asis.                      | Part. | Goles | Asis. | Media goleadora(3) |
| --- | ------------- | ------------- | ----- | ----- | ----- | ------------------- | ------------------- | ------------------- | -------------------------- | -------------------------- | -------------------------- | ----- | ----- | ----- | ------------------ |
| Uniautónoma F. C. · Colombia | 2ª            | 2011          | 18    | 3     | 0     | 8                   | 3                   | 0                   | —                          | —                          | —                          | 26    | 6     | 0     | 0.23               |
| Uniautónoma F. C. · Colombia | 2ª            | 2012          | 36    | 12    | 0     | 8                   | 2                   | 0                   | —                          | —                          | —                          | 44    | 14    | 0     | 0.32               |
| Uniautónoma F. C. · Colombia | 2ª            | 2013          | 49    | 13    | 0     | 3                   | 0                   | 0                   | —                          | —                          | —                          | 52    | 13    | 0     | 0.25               |
| Uniautónoma F. C. · Colombia | 1ª            | 2014          | 33    | 7     | 8     | 5                   | 0                   | 0                   | —                          | —                          | —                          | 38    | 7     | 8     | 0.18               |
| Uniautónoma F. C. · Colombia | 1ª            | 2015          | 4     | 0     | 0     | —                   | —                   | —                   | —                          | —                          | —                          | 4     | 0     | 0     | 0                  |
| Uniautónoma F. C. · Colombia | Total club    | Total club    | 140   | 35    | 8     | 24                  | 5                   | 0                   | —                          | —                          | —                          | 164   | 40    | 8     | 0.24               |
| F. C. Dallas Estados Unidos | 1ª            | 2015          | 30    | 7     | 2     | 2                   | 3                   | 0                   | —                          | —                          | —                          | 32    | 10    | 2     | 0.31               |
| F. C. Dallas Estados Unidos | 1ª            | 2016          | 34    | 9     | 4     | 4                   | 0                   | 0                   | 3                          | 1                          | 0                          | 41    | 10    | 4     | 0.24               |
| F. C. Dallas Estados Unidos | 1ª            | 2017          | 34    | 3     | 13    | 3                   | 0                   | 0                   | 4                          | 1                          | 0                          | 41    | 4     | 13    | 0.1                |
| F. C. Dallas Estados Unidos | 1ª            | 2018          | 35    | 6     | 6     | 2                   | 0                   | 2                   | 2                          | 0                          | 0                          | 39    | 6     | 8     | 0.15               |
| F. C. Dallas Estados Unidos | 1ª            | 2019          | 33    | 5     | 15    | 2                   | 1                   | 2                   | —                          | —                          | —                          | 35    | 6     | 17    | 0.17               |
| F. C. Dallas Estados Unidos | 1ª            | 2020          | 23    | 1     | 5     | —                   | —                   | —                   | —                          | —                          | —                          | 23    | 1     | 5     | 0.04               |
| F. C. Dallas Estados Unidos | Total club    | Total club    | 189   | 31    | 45    | 13                  | 4                   | 4                   | 9                          | 2                          | 0                          | 211   | 37    | 49    | 0.18               |
| Colorado Rapids Estados Unidos | 1ª            | 2021          | 34    | 8     | 6     | —                   | —                   | —                   | —                          | —                          | —                          | 34    | 8     | 6     | 0.24               |
| Colorado Rapids Estados Unidos | 1ª            | 2022          | 34    | 2     | 7     | 1                   | 0                   | 0                   | 2                          | 0                          | 0                          | 37    | 2     | 7     | 0.05               |
| Colorado Rapids Estados Unidos | 1ª            | 2023          | 20    | 2     | 2     | 3                   | 1                   | 0                   | 2                          | 0                          | 0                          | 25    | 3     | 2     | 0.12               |
| Colorado Rapids Estados Unidos | Total club    | Total club    | 88    | 12    | 15    | 4                   | 1                   | 0                   | 4                          | 0                          | 0                          | 96    | 13    | 15    | 0.14               |
| América de Cali · Colombia | 1ª            | 2024          | 11    | 2     | 0     | —                   | —                   | —                   | —                          | —                          | —                          | 11    | 2     | 0     | 0.18               |
| América de Cali · Colombia | Total club    | Total club    | 11    | 2     | 0     | —                   | —                   | —                   | —                          | —                          | —                          | 11    | 2     | 0     | 0.18               |
| Once Caldas · Colombia | 1ª            | 2024          | 14    | 5     | 2     | —                   | —                   | —                   | —                          | —                          | —                          | 14    | 5     | 2     | 0.36               |
| Once Caldas · Colombia | Total club    | Total club    | 14    | 5     | 2     | —                   | —                   | —                   | —                          | —                          | —                          | 14    | 5     | 2     | 0.36               |
| Total carrera | Total carrera | Total carrera | 421   | 79    | 70    | 38                  | 9                   | 4                   | 11                         | 2                          | 0                          | 470   | 94    | 72    | 0.2                |
| (1) Incluye datos de la U.S. Open Cup (2015-Act.), Copa Colombia (2011-14) y play offs de Ascenso 2014. (2) Sin participaciones. (3) Media de goles por encuentro. No incluye goles en partidos amistosos. |               |               |       |       |       |                     |                     |                     |                            |                            |                            |       |       |       |                    |

## Palmarés

### Torneos nacionales
| Título                   | Equipo            | País           | Año  |
| ------------------------ | ----------------- | -------------- | ---- |
| Categoría Primera B      | Uniautónoma F. C. | Colombia       | 2013 |
| Lamar Hunt U.S. Open Cup | F. C. Dallas      | Estados Unidos | 2016 |
| MLS Supporters' Shield   | F. C. Dallas      | Estados Unidos | 2016 |

### Distinciones individuales
| Distinción                     | Goles | Año  |
| ------------------------------ | ----- | ---- |
| 3º Goleador del Primera B 2012 | 12    | 2012 |